# Elzo
Elzo Aloísio Coelho, dit Elzo, est un footballeur brésilien né le 22 janvier 1961 à Machado. Il était milieu défensif.
Il participe à la Coupe du monde 1986 avec l'équipe du Brésil.

## Biographie
Elzo est retenu par Telê Santana pour disputer la Coupe du monde 1986 organisée au Mexique. Lors de cette compétition, il dispute cinq matchs, dont celui des quarts de finale perdu aux tirs au but face à la France.
En club, Elzo joue dans plusieurs équipes brésiliennes, avant de gagner l'Europe et de signer au Benfica Lisbonne en 1987. Avec cette équipe, il est finaliste de la prestigieuse Coupe d'Europe des clubs champions en 1988.

## Carrière
- 1978-1981 :  Ginásio Pinhalense
- 1981-1982 :  Inter de Limeira
- 1982 :  Amparo AC
- 1982-1984 :  SC Internacional
- 1984-1987 :  Atlético Mineiro
- 1987-1989 :  Benfica Lisbonne
- 1989-1991 :  SE Palmeiras
- 1991-1993 :  Catuense
- 1993 :  Caldense[2],[3]

## Palmarès
- Champion du Portugal en 1989 avec le Benfica Lisbonne
- Finaliste de la Coupe d'Europe des clubs champions en 1988 avec le Benfica Lisbonne
- Champion de l'État du Rio Grande do Sul en 1982, 1983 et 1984 avec le Sport Club Internacional
- Champion de l'État du Minas Gerais en 1985 et 1986 avec l'Atlético Mineiro
- Récipiendaire du Bola de Prata en 1989